# Роберт Манделл
Роберт Александер Манделл (англ. Robert Alexander Mundell; 24 жовтня 1932, Кінгстон, Канада — 3 квітня 2021) — канадський економіст. Лауреат Нобелівської премії з економіки 1999 року за створену ним теорію оптимальних валютних зон. У своїй роботі опублікованій ще на початку 1960-х роках він показав, що міжнародні фінансові потоки можуть впливати на здатність урядів керувати їх економіками шляхом зміни відсодкових ставок і податкової та бюджетної політики.

## Життєпис
Роберт Манделл народився в 1932 році в місті Кінгстон у канадській провінції Онтаріо. Навчався у Ванкувері, Сіетлі та Лондонській школі економіки. З 1974 року і до смерті був професором Колумбійського університету.
Ступінь бакалавра здобув в Університеті Британської Колумбії в Ванкувері. Ступінь магістра (МА) здобув у Вашингтонському університеті (Сієтл). Пізніше навчався в Массачусетському технологічному інституті, де і отримав ступінь (PhD) з економіки. Також навчався в Лондонській школі економіки, де був найкращим на курсі.
З початку 1960-х років Манделл підтримував ідею загальноєвропейського економічного і валютного союзу та розробив теоретичну основу для введення євро — тому вченого вважають ідейним натхненником створення єдиної валюти для Європи.
У 1999 році Манделл отримав Нобелівську премію з економіки, яка стала результатом багаторічної роботи вченого над створенням ідеальної моделі відкритої економіки для малих країн.
Помер 4 квітня 2021 року в Італії, в Тоскані, де жив останні роки.

## Публікації
Манделл є автором більш ніж 100 наукових робіт опублікованих в наукових журналах, і восьми монографій.
Найвідоміші статті:
- «Міжнародна грошова система: конфлікт і реформа» (англ. The International Monetary System: Conflict and Reform, 1965)
- «Монетарна Теорія: відсотки, інфляція і зростання в світовій економіці» (англ. Monetary Theory: Interest, Inflation and Growth in the World Economy, 1971)